# Efterklang (musikgruppe)
 For alternative betydninger, se Efterklang. (Se også artikler, som begynder med Efterklang)
Efterklang er en dansk indie-gruppe fra København og blev dannet i december 2000. De har foreløbigt udgivet fem albums i fuld længde, Tripper, Parades, Magic Chairs, Piramida og Altid Sammen, samt tre EP'er, Springer, Under Giant Trees og Lyset - EP.
Gruppen bestod oprindeligt af Mads Brauer, Casper Clausen, Thomas Kirirath Husmer, Rasmus Stolberg og Rune Mølgaard. Sidstnævnte er dog ikke længere en fast del af gruppen, men bidrager stadigvæk til sangskrivningen indimellem.
I forbindelse med både pladeindspilninger og især live-optrædener bliver gruppen suppleret af en række musikere.
Gruppen har vundet adskillige priser, herunder Årets album ved Årets Steppeulv for Parades og Piramida.

## Medlemmer

### Nuværende medlemmer
- Mads Brauer
- Casper Clausen
- Rasmus Stolberg

### Live- og studiemusikere
- Heather Woods Broderick (klaver, fløjte, vokal)
- Peter Broderick (violin/sang til koncerter)
- Frederik Teige (guitar/sang til koncerter)
- Niklas Antonsson (trombone til koncerter)

### Tidligere medlemmer
- Rune Mølgaard
- Thomas Kirirath Husmer

## Diskografi
- Springer EP (Rumraket, 2003)
- Tripper (Rumraket, 2004)
- Tripper (Leaf, 2004)
- Springer EP, (Leaf, 2005)
- One Sided LP (Burnt Toast Vinyl, 2006)
- Under Giant Trees (The Leaf Label, 2007)
- Parades (The Leaf Label, oktober 2007)
- Magic Chairs (4AD, februar 2010)
- Piramida  (4AD, september 2012)
- Altid Sammen (Rumraket / 4AD, september 2019)
- Lyset - EP (Rumraket / 4AD, december 2019)

## Fodnoter
1. ↑  "Info | Efterklang". Arkiveret fra originalen 30. maj 2011. Hentet 27. januar 2011.
2. ↑  "Efterklang >> Info". Arkiveret fra originalen 30. maj 2011. Hentet 27. januar 2011.